# Кривача (Голубац)
Кривача је насеље у Србији у општини Голубац у Браничевском округу. Према попису из 2022. било је 257 становника.

## Демографија
У насељу Кривача живи 348 пунолетних становника, а просечна старост становништва износи 43,9 година (42,4 код мушкараца и 45,4 код жена). У насељу има 129 домаћинстава, а просечан број чланова по домаћинству је 3,33.
Ово насеље је углавном насељено Власима (према попису из 2002. године), а у последња три пописа, примећен је пад у броју становника.
|  |

| Демографија | Демографија | Демографија |
| Година      | Становника  | Становника  |
| ----------- | ----------- | ----------- |
| 1948.       | 741         |             |
| 1953.       | 738         |             |
| 1961.       | 741         |             |
| 1971.       | 705         |             |
| 1981.       | 673         |             |
| 1991.       | 647         | 522         |
| 2002.       | 429         | 573         |
| 2011.       | 357         |             |

| Етнички састав према попису из 2002.‍ | Етнички састав према попису из 2002.‍ | Етнички састав према попису из 2002.‍ | Етнички састав према попису из 2002.‍ | Етнички састав према попису из 2002.‍ |
| ------------------------------------ | ------------------------------------ | ------------------------------------ | ------------------------------------ | ------------------------------------ |
|                                      |                                      |                                      |                                      |                                      |
| Власи                                | Власи                                |                                      | 368                                  | 85,78%                               |
| Срби                                 | Срби                                 |                                      | 46                                   | 10,72%                               |
| Румуни                               | Румуни                               |                                      | 8                                    | 1,86%                                |
| Роми                                 | Роми                                 |                                      | 1                                    | 0,23%                                |
| непознато                            | непознато                            |                                      | 4                                    | 0,93%                                |

| Година пописа     | 1948. | 1953. | 1961. | 1971. | 1981. | 1991. | 2002. |
| ----------------- | ----- | ----- | ----- | ----- | ----- | ----- | ----- |
| Број домаћинстава | 146   | 143   | 167   | 164   | 158   | 138   | 129   |

| Број чланова      | 1  | 2  | 3  | 4  | 5  | 6  | 7 | 8 | 9 | 10 и више | Просек |
| ----------------- | -- | -- | -- | -- | -- | -- | - | - | - | --------- | ------ |
| Број домаћинстава | 24 | 37 | 13 | 21 | 10 | 16 | 3 | 4 | 1 | 0         | 3,33   |

| Пол    | Укупно | Неожењен/Неудата | Ожењен/Удата | Удовац/Удовица | Разведен/Разведена | Непознато |
| ------ | ------ | ---------------- | ------------ | -------------- | ------------------ | --------- |
| Мушки  | 167    | 28               | 114          | 13             | 12                 | 0         |
| Женски | 194    | 21               | 125          | 38             | 9                  | 1         |
| УКУПНО | 361    | 49               | 239          | 51             | 21                 | 1         |

| Пол    | Укупно                    | Пољопривреда, лов и шумарство | Рибарство                            | Вађење руде и камена | Прерађивачка индустрија       |
| ------ | ------------------------- | ----------------------------- | ------------------------------------ | -------------------- | ----------------------------- |
| Мушки  | 66                        | 55                            | 0                                    | 0                    | 5                             |
| Женски | 30                        | 23                            | 0                                    | 0                    | 6                             |
| УКУПНО | 96                        | 78                            | 0                                    | 0                    | 11                            |
| Пол    | Производња и снабдевање   | Грађевинарство                | Трговина                             | Хотели и ресторани   | Саобраћај, складиштење и везе |
| Мушки  | 0                         | 1                             | 0                                    | 1                    | 1                             |
| Женски | 0                         | 0                             | 0                                    | 1                    | 0                             |
| УКУПНО | 0                         | 1                             | 0                                    | 2                    | 1                             |
| Пол    | Финансијско посредовање   | Некретнине                    | Државна управа и одбрана             | Образовање           | Здравствени и социјални рад   |
| Мушки  | 0                         | 0                             | 0                                    | 1                    | 0                             |
| Женски | 0                         | 0                             | 0                                    | 0                    | 0                             |
| УКУПНО | 0                         | 0                             | 0                                    | 1                    | 0                             |
| Пол    | Остале услужне активности | Приватна домаћинства          | Екстериторијалне организације и тела | Непознато            | Непознато                     |
| Мушки  | 0                         | 0                             | 0                                    | 2                    | 2                             |
| Женски | 0                         | 0                             | 0                                    | 0                    | 0                             |
| УКУПНО | 0                         | 0                             | 0                                    | 2                    | 2                             |